# Maxera nigrocollaris
Maxera nigrocollaris là một loài bướm đêm trong họ Noctuidae.